# Liste des titres musicaux numéro un en France en 2017
Cette page liste les titres musicaux (singles et albums) numéros un en France pour l'année 2017 selon le Syndicat national de l'édition phonographique (SNEP).
- Les numéros un titres mégafusion sont issus de la fusion des écoutes en streaming et des ventes en téléchargement, comptés en « unités » et où 150 streams équivalent à une vente.
- Les numéros un albums mégafusion sont issus de la fusion des écoutes en streaming, des ventes physiques et des téléchargements, comptés en « unités » et où 1 000 streams moins 50 % des volumes du titre de l’album le plus streamé, équivalent à une vente.

Les ventes sont comptabilisées chaque semaine du vendredi au jeudi et la date notée est celle du dernier jour de ventes, soit le vendredi.

## Classement des singles
| №  | Date          | Mégafusion (Téléchargements + Streaming) | Mégafusion (Téléchargements + Streaming) | Mégafusion (Téléchargements + Streaming) | Ventes                                                            | Ventes                | Ventes |
| №  | Date          | Artiste                                  | Titre                                    | Unités                                   | Artiste                                                           | Titre                 | Ventes |
| -- | ------------- | ---------------------------------------- | ---------------------------------------- | ---------------------------------------- | ----------------------------------------------------------------- | --------------------- | ------ |
| 1  | 6 janvier     | Nekfeu                                   | Mauvaise graine                          | ?                                        | The Weeknd featuring Daft Punk                                    | I Feel It Coming      | 2 600  |
| 2  | 13 janvier    | Ed Sheeran                               | Shape of You                             | 18 700                                   | Ed Sheeran                                                        | Shape of You          | 5 000  |
| 3  | 20 janvier    | Ed Sheeran                               | Shape of You                             | 21 600                                   | Ed Sheeran                                                        | Shape of You          | 3 300  |
| 4  | 27 janvier    | Ed Sheeran                               | Shape of You                             | 24 100                                   | Ed Sheeran                                                        | Shape of You          | 3 700  |
| 5  | 3 février     | Ed Sheeran                               | Shape of You                             | 27 000                                   | Ed Sheeran                                                        | Shape of You          | 4 300  |
| 6  | 10 février    | Ed Sheeran                               | Shape of You                             | 30 900                                   | Ed Sheeran                                                        | Shape of You          | 5 400  |
| 7  | 17 février    | Ed Sheeran                               | Shape of You                             | 34 400                                   | Ed Sheeran                                                        | Shape of You          | 5 600  |
| 8  | 24 février    | Ed Sheeran                               | Shape of You                             | 33 700                                   | Ed Sheeran                                                        | Shape of You          | ?      |
| 9  | 3 mars        | Ed Sheeran                               | Shape of You                             | 36 900                                   | Ed Sheeran                                                        | Shape of You          | ?      |
| 10 | 10 mars       | Ed Sheeran                               | Shape of You                             | 42 300                                   | Ed Sheeran                                                        | Shape of You          | 7 500  |
| 11 | 17 mars       | Ed Sheeran                               | Shape of You                             | 40 900                                   | Ed Sheeran                                                        | Shape of You          | 7 400  |
| 12 | 24 mars       | Ed Sheeran                               | Shape of You                             | 37 600                                   | Ed Sheeran                                                        | Shape of You          | 6 200  |
| 13 | 31 mars       | Ed Sheeran                               | Shape of You                             | 35 100                                   | Ed Sheeran                                                        | Shape of You          | ?      |
| 14 | 7 avril       | Ed Sheeran                               | Shape of You                             | 32 600                                   | Ed Sheeran                                                        | Shape of You          | ?      |
| 15 | 14 avril      | Ed Sheeran                               | Shape of You                             | 31 800                                   | Ed Sheeran                                                        | Shape of You          | 4 600  |
| 16 | 21 avril      | Ed Sheeran                               | Shape of You                             | 27 500                                   | Ed Sheeran                                                        | Shape of You          | ?      |
| 17 | 28 avril      | Luis Fonsi featuring Daddy Yankee        | Despacito                                | 25 100                                   | Luis Fonsi featuring Daddy Yankee                                 | Despacito             | ?      |
| 18 | 5 mai         | Luis Fonsi featuring Daddy Yankee        | Despacito                                | 29 400                                   | Luis Fonsi featuring Daddy Yankee                                 | Despacito             | ?      |
| 19 | 12 mai        | Luis Fonsi featuring Daddy Yankee        | Despacito                                | 30 300                                   | Luis Fonsi featuring Daddy Yankee                                 | Despacito             | ?      |
| 20 | 19 mai        | Luis Fonsi featuring Daddy Yankee        | Despacito                                | 31 200                                   | Luis Fonsi featuring Daddy Yankee                                 | Despacito             | ?      |
| 21 | 26 mai        | Luis Fonsi featuring Daddy Yankee        | Despacito                                | ?                                        | Luis Fonsi featuring Daddy Yankee                                 | Despacito             | ?      |
| 22 | 2 juin        | Luis Fonsi featuring Daddy Yankee        | Despacito                                | 31 700                                   | Luis Fonsi featuring Daddy Yankee                                 | Despacito             | 3 700  |
| 23 | 9 juin        | Luis Fonsi featuring Daddy Yankee        | Despacito                                | 32 600                                   | Luis Fonsi featuring Daddy Yankee                                 | Despacito             | 4 100  |
| 24 | 16 juin       | Luis Fonsi featuring Daddy Yankee        | Despacito                                | 31 800                                   | Indochine                                                         | La vie est belle      | 6 600  |
| 25 | 23 juin       | Luis Fonsi featuring Daddy Yankee        | Despacito                                | 34 500                                   | Luis Fonsi featuring Daddy Yankee                                 | Despacito             | ?      |
| 26 | 30 juin       | Luis Fonsi featuring Daddy Yankee        | Despacito                                | 36 500                                   | Luis Fonsi featuring Daddy Yankee                                 | Despacito             | ?      |
| 27 | 7 juillet     | Luis Fonsi featuring Daddy Yankee        | Despacito                                | 34 600                                   | Luis Fonsi featuring Daddy Yankee                                 | Despacito             | 5 000  |
| 28 | 14 juillet    | Luis Fonsi featuring Daddy Yankee        | Despacito                                | 34 900                                   | Luis Fonsi featuring Daddy Yankee                                 | Despacito             | 5 500  |
| 29 | 21 juillet    | Luis Fonsi featuring Daddy Yankee        | Despacito                                | ?                                        | Luis Fonsi featuring Daddy Yankee                                 | Despacito             | ?      |
| 30 | 28 juillet    | Niska                                    | Réseaux                                  | 33 200                                   | Luis Fonsi featuring Daddy Yankee                                 | Despacito             | ?      |
| 31 | 4 août        | Niska                                    | Réseaux                                  | 31 700                                   | Luis Fonsi featuring Daddy Yankee                                 | Despacito             | ?      |
| 32 | 11 août       | Niska                                    | Réseaux                                  | 29 900                                   | Luis Fonsi featuring Daddy Yankee                                 | Despacito             | ?      |
| 33 | 18 août       | Niska                                    | Réseaux                                  | 30 400                                   | Luis Fonsi featuring Daddy Yankee                                 | Despacito             | 2 800  |
| 34 | 25 août       | Niska                                    | Réseaux                                  | 32 000                                   | Luis Fonsi featuring Daddy Yankee                                 | Despacito             | 2 800  |
| 35 | 1er septembre | Niska                                    | Réseaux                                  | 29 500                                   | Luis Fonsi featuring Daddy Yankee                                 | Despacito             | ?      |
| 36 | 8 septembre   | Niska                                    | Réseaux                                  | 29 500                                   | Calvin Harris featuring Pharrell Williams & Katy Perry & Big Sean | Feels                 | ?      |
| 37 | 15 septembre  | Niska                                    | Réseaux                                  | 28 000                                   | Calvin Harris featuring Pharrell Williams & Katy Perry & Big Sean | Feels                 | 2 200  |
| 38 | 22 septembre  | Niska                                    | Réseaux                                  | 27 100                                   | Alice Merton                                                      | No Roots              | ?      |
| 39 | 29 septembre  | Niska                                    | Réseaux                                  | 36 500                                   | Alice Merton                                                      | No Roots              | ?      |
| 40 | 6 octobre     | Niska                                    | Réseaux                                  | 29 800                                   | Naughty Boy featuring Beyoncé & Arrow Benjamin                    | Runnin' (Lose It All) | 1 800  |
| 41 | 13 octobre    | Kalash featuring Damso                   | Mwaka Moon                               | 30 500                                   | Kalash featuring Damso                                            | Mwaka Moon            | 2 400  |
| 42 | 20 octobre    | Kalash featuring Damso                   | Mwaka Moon                               | 44 100                                   | Ofenbach vs Nick Waterhouse                                       | Katchi                | 2 400  |
| 43 | 27 octobre    | Kalash featuring Damso                   | Mwaka Moon                               | 43 700                                   | Ofenbach vs Nick Waterhouse                                       | Katchi                | 2 700  |
| 44 | 3 novembre    | Kalash featuring Damso                   | Mwaka Moon                               | 39 800                                   | Ofenbach vs Nick Waterhouse                                       | Katchi                | 2 800  |
| 45 | 10 novembre   | Kalash featuring Damso                   | Mwaka Moon                               | 36 000                                   | Ed Sheeran                                                        | Perfect               | 2 800  |
| 46 | 17 novembre   | Kalash featuring Damso                   | Mwaka Moon                               | 33 800                                   | Ofenbach vs Nick Waterhouse                                       | Katchi                | 2 800  |
| 47 | 24 novembre   | Kalash featuring Damso                   | Mwaka Moon                               | 30 400                                   | Ed Sheeran                                                        | Perfect               | 3 100  |
| 48 | 1er décembre  | Kalash featuring Damso                   | Mwaka Moon                               | 27 600                                   | Ed Sheeran                                                        | Perfect               | 2 400  |
| 49 | 8 décembre    | Booba                                    | Petite fille                             | ?                                        | Johnny Hallyday                                                   | Je te promets         | ?      |
| 50 | 15 décembre   | Johnny Hallyday                          | Je te promets                            | 22 800                                   | Johnny Hallyday                                                   | Je te promets         | 7 200  |
| 51 | 22 décembre   | Ed Sheeran                               | Perfect                                  | ?                                        | Ed Sheeran                                                        | Perfect               | ?      |
| 52 | 29 décembre   | Ed Sheeran                               | Perfect                                  | 22 200                                   | Ed Sheeran                                                        | Perfect               | ?      |

## Classement des albums
Le SNEP publie un nouveau classement des albums fusionné en France, qui intègre les écoutes en streaming des titres des albums, les ventes physiques (CDs, Vinyles) et les ventes par téléchargement. Les écoutes en streaming sont converties en « équivalent ventes » qui sont ensuite ajoutés aux ventes physiques et aux téléchargements.
Les albums streamés sont convertis en « unités » sur la base suivante :
- somme de tous les streams des titres de l’album (Abonnement et freemium confondus) ;
- retrait de 50 % des volumes du titre de l’album le plus streamé ;
- division du résultat par 1 000 et obtention du nombre d’équivalent-album ;
- ajout du nombre d’équivalent-albums obtenu aux ventes physiques et en téléchargement.

| №  | Date          | Mégafusion (Ventes + Streaming) | Mégafusion (Ventes + Streaming)   | Ventes | Ventes          | Ventes                            | Ventes  |
| №  | Date          | Artiste                         | Titre                             | Unités | Artiste         | Titre                             | Ventes  |
| -- | ------------- | ------------------------------- | --------------------------------- | ------ | --------------- | --------------------------------- | ------- |
| 1  | 6 janvier     | Jul                             | L'Ovni                            | 18 693 | M. Pokora       | My Way                            | 10 200  |
| 2  | 13 janvier    | Jul                             | L'Ovni                            | 16 549 | Vianney         | Vianney                           | 8 800   |
| 3  | 20 janvier    | Jul                             | L'Ovni                            | 13 636 | M. Pokora       | My Way                            | 10 200  |
| 4  | 27 janvier    | Vald                            | Agartha                           | 15 446 | Vianney         | Vianney                           | 12 600  |
| 5  | 3 février     | Vianney                         | Vianney                           | ?      | Vianney         | Vianney                           | 13 800  |
| 6  | 10 février    | Vianney                         | Vianney                           | ?      | Vianney         | Vianney                           | 14 700  |
| 7  | 17 février    | Vianney                         | Vianney                           | ?      | Vianney         | Vianney                           | 21 800  |
| 8  | 24 février    | Vianney                         | Vianney                           | ?      | Vianney         | Vianney                           | 11 700  |
| 9  | 3 mars        | Rag'n'Bone Man                  | Human                             | 14 784 | Rag'n'Bone Man  | Human                             | 12 100  |
| 10 | 10 mars       | Les Enfoirés                    | Mission Enfoirés                  | ?      | Les Enfoirés    | Mission Enfoirés                  | 134 900 |
| 11 | 17 mars       | Les Enfoirés                    | Mission Enfoirés                  | ?      | Les Enfoirés    | Mission Enfoirés                  | 50 800  |
| 12 | 24 mars       | Depeche Mode                    | Spirit                            | ?      | Depeche Mode    | Spirit                            | 30 300  |
| 13 | 31 mars       | Ed Sheeran                      | ÷                                 | 19 735 | Depeche Mode    | Spirit                            | 16 800  |
| 14 | 7 avril       | Lacrim                          | Force & Honneur                   | 62 016 | Lacrim          | Force & Honneur                   | 33 800  |
| 15 | 14 avril      | Lacrim                          | Force & Honneur                   | 27 906 | Lamomali        | Lamomali                          | 14 600  |
| 16 | 21 avril      | Lacrim                          | Force & Honneur                   | 17 481 | Lamomali        | Lamomali                          | 7 800   |
| 17 | 28 avril      | Lacrim                          | Force & Honneur                   | 13 233 | Texas           | Jump on Board                     | 7 200   |
| 18 | 5 mai         | Damso                           | Ipséité                           | 43 116 | Damso           | Ipséité                           | 13 200  |
| 19 | 12 mai        | SCH                             | Deo Favente                       | 28 636 | SCH             | Deo Favente                       | 13 400  |
| 20 | 19 mai        | Damso                           | Ipséité                           | 21 752 | Sofiane         | Bandit Saleté                     | 10 900  |
| 21 | 26 mai        | Mister V                        | Double V                          | 21 588 | Benjamin Biolay | Volver                            | 10 000  |
| 22 | 2 juin        | Damso                           | Ipséité                           | 15 440 | Vianney         | Vianney                           | 6 700   |
| 23 | 9 juin        | Damso                           | Ipséité                           | 15 537 | Camille         | OUÏ                               | 8 700   |
| 24 | 16 juin       | Gauvain Sers                    | Pourvu                            | ?      | Gauvain Sers    | Pourvu                            | 14 600  |
| 25 | 23 juin       | Damso                           | Ipséité                           | 13 083 | Gauvain Sers    | Pourvu                            | 6 600   |
| 26 | 30 juin       | Bigflo et Oli                   | La Vraie Vie                      | 26 337 | Bigflo et Oli   | La Vraie Vie                      | 20 900  |
| 27 | 7 juillet     | Jul                             | Je ne me vois pas briller         | 48 618 | Jul             | Je ne me vois pas briller         | 30 800  |
| 28 | 14 juillet    | Keen'V                          | 7                                 | ?      | Keen'V          | 7                                 | 11 700  |
| 29 | 21 juillet    | Jul                             | Je ne me vois pas briller         | 16 136 | Keen'V          | 7                                 | 7 400   |
| 30 | 28 juillet    | Céline Dion                     | Un peu de nous                    | ?      | Céline Dion     | Un peu de nous                    | 13 100  |
| 31 | 4 août        | Céline Dion                     | Un peu de nous                    | ?      | Céline Dion     | Un peu de nous                    | 12 400  |
| 32 | 11 août       | Céline Dion                     | Un peu de nous                    | ?      | Céline Dion     | Un peu de nous                    | 12 200  |
| 33 | 18 août       | Jul                             | Je ne me vois pas briller         | ?      | Céline Dion     | Un peu de nous                    | 7 700   |
| 34 | 25 août       | Kids United                     | Forever United                    | ?      | Kids United     | Forever United                    | 35 000  |
| 35 | 1er septembre | Calogero                        | Liberté chérie                    | ?      | Calogero        | Liberté chérie                    | 57 200  |
| 36 | 8 septembre   | Calogero                        | Liberté chérie                    | ?      | Calogero        | Liberté chérie                    | 28 600  |
| 37 | 15 septembre  | Indochine                       | 13                                | ?      | Indochine       | 13                                | 73 200  |
| 38 | 22 septembre  | Ninho                           | Comme prévu                       | 30 843 | Indochine       | 13                                | 22 800  |
| 39 | 29 septembre  | Niska                           | Commando                          | 63 250 | Florent Pagny   | Le Présent d'abord                | 37 000  |
| 40 | 6 octobre     | Niska                           | Commando                          | 39 491 | Florent Pagny   | Le Présent d'abord                | 21 300  |
| 41 | 13 octobre    | Niska                           | Commando                          | 33 241 | Florent Pagny   | Le Présent d'abord                | 14 100  |
| 42 | 20 octobre    | Niska                           | Commando                          | 28 341 | P!nk            | Beautiful Trauma                  | 14 900  |
| 43 | 27 octobre    | Orelsan                         | La fête est finie                 | 96 974 | Orelsan         | La fête est finie                 | 51 000  |
| 44 | 3 novembre    | Orelsan                         | La fête est finie                 | 43 876 | Michel Sardou   | Le Choix du fou                   | 21 300  |
| 45 | 10 novembre   | Orelsan                         | La fête est finie                 | 29 848 | MC Solaar       | Géopoétique                       | 23 800  |
| 46 | 17 novembre   | Louane                          | Louane                            | ?      | Louane          | Louane                            | 35 200  |
| 47 | 24 novembre   | Lacrim                          | R.I.P.R.O. Volume III             | 44 409 | Divers artistes | On a tous quelque chose de Johnny | 43 400  |
| 48 | 1er décembre  | Dadju                           | Gentleman 2.0                     | 31 140 | Louane          | Louane                            | 26 600  |
| 49 | 8 décembre    | Divers artistes                 | On a tous quelque chose de Johnny | 65 064 | Divers artistes | On a tous quelque chose de Johnny | 64 400  |
| 50 | 15 décembre   | Divers artistes                 | On a tous quelque chose de Johnny | ?      | Johnny Hallyday | Les 50 plus belles chansons       | 84 600  |
| 51 | 22 décembre   | Ed Sheeran                      | ÷                                 | ?      | Johnny Hallyday | Les 50 plus belles chansons       | 102 400 |
| 52 | 29 décembre   | Ed Sheeran                      | ÷                                 | ?      | Johnny Hallyday | Les 50 plus belles chansons       | 59 000  |

## Les meilleurs scores de l'année
Voici la liste des meilleurs scores de singles , et d'albums de l'année 2017 ,.

### Singles
| №  | Mégafusion (Téléchargements + Streaming)      | Mégafusion (Téléchargements + Streaming) | Ventes                                                            | Ventes                   | Ventes  |
| №  | Artiste                                       | Titre                                    | Artiste                                                           | Titre                    | Ventes  |
| -- | --------------------------------------------- | ---------------------------------------- | ----------------------------------------------------------------- | ------------------------ | ------- |
| 1  | Ed Sheeran                                    | Shape of You                             | Ed Sheeran                                                        | Shape of You             | 134 800 |
| 2  | Luis Fonsi featuring Daddy Yankee             | Despacito                                | Luis Fonsi featuring Daddy Yankee                                 | Despacito                | 113 300 |
| 3  | Niska                                         | Réseaux                                  | The Weeknd featuring Daft Punk                                    | I Feel It Coming         | 66 600  |
| 4  | Damso                                         | Macarena                                 | Rag'n'Bone Man                                                    | Human                    | 66 000  |
| 5  | Lartiste featuring Awa Imani                  | Chocolat                                 | Vianney                                                           | Je m'en vais             | 52 800  |
| 6  | Kalash featuring Damso                        | Mwaka Moon                               | Ofenbach                                                          | Be Mine                  | 47 900  |
| 7  | Rag'n'Bone Man                                | Human                                    | Lartiste featuring Awa Imani                                      | Chocolat                 | 45 100  |
| 8  | Future                                        | Mask Off                                 | Katy Perry featuring Skip Marley                                  | Chained to the Rhythm    | 41 100  |
| 9  | Petit Biscuit                                 | Sunset Lover                             | Calvin Harris featuring Pharrell Williams & Katy Perry & Big Sean | Feels                    | 41 000  |
| 10 | French Montana featuring Swae Lee             | Unforgettable                            | Clean Bandit featuring Sean Paul & Anne-Marie                     | Rockabye                 | 38 800  |
| 11 | Ofenbach                                      | Be Mine                                  | Ed Sheeran                                                        | Perfect                  | 38 300  |
| 12 | The Weeknd featuring Daft Punk                | I Feel It Coming                         | Charlie Puth                                                      | Attention                | 36 800  |
| 13 | Damso                                         | Signaler                                 | The Chainsmokers & Coldplay                                       | Something Just like This | 36 300  |
| 14 | PNL                                           | Bené                                     | Petit Biscuit                                                     | Sunset Lover             | 36 100  |
| 15 | Ninho                                         | Mamacita                                 | Kaleo                                                             | Way Down We Go           | 36 100  |
| 16 | Vianney                                       | Je m'en vais                             | Calogero                                                          | Je joue de la musique    | 35 100  |
| 17 | Charlie Puth                                  | Attention                                | Soprano                                                           | Roule                    | 34 700  |
| 18 | Kygo & Selena Gomez                           | It Ain't Me                              | Rag'n'Bone Man                                                    | Skin                     | 33 600  |
| 19 | Clean Bandit featuring Sean Paul & Anne-Marie | Rockabye                                 | Ofenbach vs Nick Waterhouse                                       | Katchi                   | 32 300  |
| 20 | MHD                                           | Afro Trap Part 7 (La Puissance)          | Harry Styles                                                      | Sign of the Times        | 32 100  |

### Albums
| N° | Artiste           | Titre                             |
| -- | ----------------- | --------------------------------- |
| 1  | Ed Sheeran        | ÷                                 |
| 2  | Soprano           | L'Everest                         |
| 3  | Niska             | Commando                          |
| 4  | Vianney           | Vianney                           |
| 5  | Damso             | Ipséité                           |
| 6  | Orelsan           | La fête est finie                 |
| 7  | PNL               | Dans la légende                   |
| 8  | Rag'n'Bone Man    | Human                             |
| 9  | Multi-interprètes | On a tous quelque chose de Johnny |
| 10 | Claudio Capéo     | Claudio Capéo                     |
| 11 | Calogero          | Liberté chérie                    |
| 12 | Kids United       | Forever United                    |
| 13 | Lacrim            | Force & Honneur                   |
| 14 | Les Enfoirés      | Mission Enfoirés                  |
| 15 | Julien Doré       | &                                 |
| 16 | Louane            | Louane                            |
| 17 | Bigflo et Oli     | La Vraie Vie                      |
| 18 | Ninho             | Comme prévu                       |
| 19 | Indochine         | 13                                |
| 20 | Nekfeu            | Cyborg                            |